# 밀튼 셀저
밀튼 셀저(Milton Selzer, 1918년 10월 25일 ~ 2006년 10월 21일)는 미국의 연극 배우, 영화배우, 텔레비전 배우이다.

## 영화
- 라스트 리소트 (1994년)
- 로즈 화이트 (1992년)
- 비디오테이프 대소동 (1988년)
- 25시의 추적 (1988년) - 미스터 버거 역
- 불사신 워커 (1987년)
- LA 로 (1986년)
- 생사의 갈림길 (1979년)
- 블루 칼라 (1978년)
- 형사 Q (1976년)
- 코작 (1973년)
- 샌프란시스코 수사반 (1972년)
- 레이디 싱스 더 블루스 (1972년)
- 하와이 5-0수사대 (1968년)
- 라일라 클레어의 전설 (1968년) - 바트 랭너 역
- 아이언 사이드 (1967년)
- 사하라 특공대 (1966년)
- 제5전선 (1966년)
- FBI (1965년)
- 호간의 영웅들 (1965년)
- 겟 스마트 (1965년)
- 신시내티의 도박사 (1965년)
- 마니 (1964년)
- 도망자 (1963년)
- 더 듀퐁트 쇼 오브 더 위크 (1961년)
- 영 사베지스 (1961년)
- 제5열 (1960년)
- 추격 (1959년)
- 서부의 파라딘 (1957년)
- 페리 메이슨 (1957년)
- 딜론 보안관 (1955년)
- 스튜디오 원 (1948년)